# Lukas Bergmann
Lukas Felipe Bergmann (ur. 25 marca 2004 w Monachium) – brazylijski siatkarz pochodzenia niemieckiego, reprezentant kraju, grający na pozycji przyjmującego.
Jego ojciec jest Niemcem a matka Brazylijką. Gdy miał 7 lat przeprowadził się z rodziną z Niemiec do Brazylii, do miasta założonego w 1860 roku przez Niemców w Brusque. Jego o 3 lata starsza siostra Júlia, również jest siatkarką.

## Sukcesy klubowe
Mistrzostwo Brazylii:
- 2024[8]
- 2022

Klubowe Mistrzostwa Ameryki Południowej:
- 2025[9]

## Sukcesy reprezentacyjne
Mistrzostwa Ameryki Południowej Juniorów:
- 2022[10]

Puchar Panamerykański:
- 2023[11]

Igrzyska Panamerykańskie:
- 2023[12]

Liga Narodów:
- 2025[13]

## Udział siatkarza w pozostałych międzynarodowych turniejach w reprezentacji Brazylii
| Turniej                     | Miejsce    | Rok  |
| --------------------------- | ---------- | ---- |
| Mistrzostwa Świata Kadetów  | 7. miejsce | 2021 |
| Puchar Panamerykański       | 8. miejsce | 2022 |
| Mistrzostwa Świata Juniorów | 6. miejsce | 2023 |

## Nagrody indywidualne
- 2025: Najlepszy przyjmujący Klubowych Mistrzostw Ameryki Południowej[17]